# زیر پایین (ترانه)
«زیرِ پایین» (به انگلیسی: Down Under) ترانه‌ای از گروه استرالیایی مِن اَت وُرک است.
این قطعه اولین‌بار در سال ۱۹۸۰ و به‌عنوان ترانهٔ پشت صفحهٔ اولین تک‌آهنگ گروه به نام «اپراتور کی‌پانچ» منتشر شد. در سال ۱۹۸۱ و پس از آن‌که مِن اَت وُرک با کلمبیا رکوردز قرارداد امضا کردند، اولین آلبوم استودیی‌شان با نام کسب و کار مثل همیشه را منتشر کردند. نسخهٔ جدید (و معروف‌تر) «زیر پایین» با تغییراتی در تمپو و تنظیم دوباره ضبط شد و در قالب یکی از تک‌آهنگ‌های آن آلبوم منتشر شد. «زیرِ پایین» به‌همراه دیگر ترانهٔ آن آلبوم به‌نام «یعنی کی می‌تونه باشه» دو قطعهٔ شاخص کسب و کار مثل همیشه  بودند که یک فرم نو از شوخ‌طبعی را وارد موسیقی پاپ راک کردند. در اوایل سال ۱۹۸۳ «زیرِ پایین» پس از «یعنی کی می‌تونه باشه» دومین شمارهٔ ۱ گروه در ایالات متحده شد. این ترانه هم‌زمان با آمریکا، در بریتانیا هم پرفروش‌ترین ترانهٔ روز بود.
در سال ۲۰۱۰ و پس از آن‌که مشخص شد ریف فلوت «زیرِ پایین»، شباهت غیرقابل انکاری با ملودی یک ترانهٔ کودکانهٔ قدیمی به‌نام «کوکابورا» (۱۹۳۲) دارد، شرکت صاحب امتیاز آن ترانه شکایتی را علیه مِن اَت وُرک طرح کرد و خواستار دریافت ۶۰٪ از عواید این اثر شد. در نهایت دادگاهی در سیدنی حکم داد ۵٪ از سود فروش «زیرِ پایین» به صاحبان آن اثر پرداخت شود.
«زیرِ پایین» از سوی استرالیایی‌ها به‌عنوان یک «آهنگ میهن‌پرستانه» و «سرود ملی غیررسمی» شناخته شده و در بعضی مراسم مثل رخدادهای ورزشی استفاده می‌شود.

## محتوا
اصطلاح محاوره‌ای «Down Under» در اواخر قرن نوزدهم ابداع شد و برای اشاره به هر چیزی استفاده می‌شود که مربوط به استرالیا یا نیوزیلند باشد. شعر «زیرِ پایین» داستان مردی استرالیایی را روایت می‌کند که طی سفر به نقاط مختلف کرهٔ زمین، با افرادی ملاقات می‌کند که به کشور او علاقه‌مند هستند. ترانه بعضی جاها هم تجربه‌های شخصی کالین هِی را تعریف می‌کند، از جمله قسمتی که با یک نانوای مهاجر از اهالی برانسویک، ویکتوریا برخورد می‌کند و به ساندویچ وِجی‌مایت (یک میان‌وعدهٔ محبوب در استرالیا) اشاره می‌شود. در بعضی قسمت‌های ترانه هم از اصطلاحات عامیانهٔ ظاهراً نامفهوم استفاده شده که به مخدر و سبک زندگی هیپی اشاره دارد. کالین هِی در یک مصاحبه مفهوم مستتر در کُرُس «زیرِ پایین» را با «توسعهٔ افسارگسیختهٔ استرالیا و غارت آن توسط افراد حریص» مرتبط دانسته‌است. به گفتهٔ او «ترانه درنهایت به قصد تجلیل از استرالیا نوشته شده اما نه به شیوهٔ کلیشه‌ای ملی‌گراها با یک پرچم برافراشته که در باد موج برمی‌دارد. این ترانه، چیزی فراتر از آن مضامین است».

## موقعیت در جدول‌های فروش
| چارت (۱۹۸۰–۱۹۸۳)                                   | بالاترین جایگاه |
| -------------------------------------------------- | --------------- |
| استرالیا                                           | ۱               |
| کانادا                                             | ۱               |
| ایرلند                                             | ۱               |
| نیوزیلند                                           | ۱               |
| سوئیس                                              | ۱               |
| بریتانیا                                           | ۱               |
| آمریکا                                             | ۱               |
| فهرست ترانه‌های برتر مجلهٔ کَش‌باکس آمریکا             | ۱               |
| جدول تک‌آهنگ‌های برتر راک جریان اصلی (مجلهٔ بیلبورد)  | ۱               |
| جدول تک‌آهنگ‌های برتر معاصر بزرگسالان (مجلهٔ بیلبورد) | ۱۳              |
| بلژیک                                              | ۶               |
| هلند                                               | ۲               |
| فنلاند                                             | ۴               |
| [جدول ۱۰۰ تک‌آهنگ برتر آلمان                        | ۹               |
| نروژ                                               | ۲               |
| سوئد                                               | ۶               |

## گواهی‌های فروش
| منطقه                                                                       | گواهی       | واحد گواهی‌شده/فروش |
| --------------------------------------------------------------------------- | ----------- | ------------------ |
| استرالیا (آی‌اف‌پی‌آی استرالیا)                                                | Gold        | ۵۰٬۰۰۰^            |
| کانادا (میوزیک کانادا)                                                      | Gold        | ۵۰٬۰۰۰^            |
| دانمارک (آی‌اف‌پی‌آی)                                                          | Gold        | ۴۵٬۰۰۰             |
| آلمان (بی‌وی‌ام‌آی)                                                            | Gold        | ۲۵۰٬۰۰۰            |
| بریتانیا (بی‌پی‌آی)                                                           | ۲× Platinum | ۱٬۲۰۰٬۰۰۰          |
| ایالات متحده (آرآی‌ای‌ای)                                                     | Platinum    | ۱٬۰۰۰٬۰۰۰^         |
| ^ رقم توزیع تنها بر پایهٔ گواهی‌ها. · رقم فروش+پخش جاری تنها بر پایهٔ گواهی‌ها. |             |                    |